# 美方大納言小豆
美方大納言小豆（みかただいなごんあずき）は、兵庫県の但馬地方にある美方郡で栽培されているアズキの一種。原産地は香美町小代区である。

## 歴史
- 美方郡では、古くから良質のアズキが栽培されていた。郷土史家の古川哲男によると、その歴史は少なくとも江戸時代にさかのぼる。[1]当時、アズキなど雑穀は焼き畑農業で生産されていた。[1]その後、棚田の転作作物として自家用または換金作物の形で細々と作られていた。[2]
- 1981年 - 兵庫県農業総合センター農業試験場但馬分場（現在の兵庫県立農林水産技術総合センター北部農業技術センター農業・加工流通部）が、美方町（現在の香美町小代区）から在来種を収集。[3][1]
- 1985年 - 上記から「美方白莢大納言」を選定し、普及を開始。これが現在「美方大納言小豆」として栽培されている品種である。[1][3]
- 2000年 - 美方大納言小豆の産地形成の気運が高まる。[1]
- 2011年 - 香美町・新温泉町・JAたじま・兵庫県により、美方大納言小豆ブランド推進協議会が発足。[2][3]

## 特徴
- 白い莢（さや）をもち、大粒で、煮崩れしにくい。そのため、和菓子などの加工に適している。[4][1]
- 他の大納言小豆よりも鮮やかなルビー色をしている。[1]
- 甘味成分の糖含量、旨味成分の遊離アミノ酸含量や総ポリフェノール含量が、他県産大納言などの小豆品種に比べて多い。[1][5]

## 産地
兵庫県の但馬地方にある美方郡香美町・新温泉町。
棚田での栽培が多いため、大量生産は難しいが、昔ながらの手まき、手ぼり、手よりによる栽培が行われている。

## その他
- 道の駅村岡ファームガーデンで美方大納言小豆を使った菓子が販売されている。[4]
- 生産者の技術研鑽の場となる「美方大納言小豆生産振興大会」や「美方大納言小豆品評会」が開かれている。[2]
- ぜんざいや大判焼きなどがふるまわれる「美方大納言祭」や、新たな小豆料理を創出するレシピコンテストなどが開催されている。[2]
- 美方大納言小豆スフレチーズケーキのレシピが公開されている。[1]
- 小豆がゆのレシピが公開されている。[4]
- 「美方大納言の唄」（作詞：久村謙蔵、作曲：勝地哲平）が、新温泉町の遊月亭スタッフにより作られている。[1][6]
- 「美方ルビー」としてブランド化や商品展開をする動きが生まれている。[3]